# Albert Andrejewitsch Mokejew
Albert Andrejewitsch Mokejew (russisch Альберт Андреевич Мокеев; * 4. Januar 1936 in Wladimir; † 27. Februar 1969 in Moskau) war ein sowjetischer moderner Fünfkämpfer.

## Karriere
Bei seiner einzigen Olympiateilnahme, bei den Spielen 1964 in Tokio, sicherte er sich sowohl im Einzel als auch im Mannschaftswettbewerb eine Medaille. Im Einzel errang er hinter Ferenc Török und Igor Nowikow die Bronzemedaille. Mit der Mannschaft, zu der neben Mokejew und Nowikow noch Wiktor Minejew gehörte, wurde er Olympiasieger. Ein Jahr darauf gewann er die sowjetische Meisterschaft.
Mit der sowjetischen Mannschaft wurde er 1963 und 1965 Vizeweltmeister. Am 27. Februar 1969 starb er im Alter von 33 Jahren und wurde auf dem Preobraschenski-Friedhof in Moskau beigesetzt.